# Endectyon tenax
Endectyon tenax är en svampdjursart som först beskrevs av Schmidt 1870.  Endectyon tenax ingår i släktet Endectyon och familjen Raspailiidae.
Artens utbredningsområde är Florida. Inga underarter finns listade i Catalogue of Life.